# Soapnet
Soapnet (estilizado como SOAPnet) fue una cadena de televisión por cable estadounidense, propiedad de The Walt Disney Company a través de la división Disney-ABC Television Group.
La programación de la cadena estaba orientaba a emitir telenovelas; en sus inicios, Soapnet transmitió bises en horario estelar de las telenovelas actuales de ABC, así como reposiciones de series clásicas del género tanto diurnas como en horario estelar. Soapnet también transmitía programas relacionados con las telenovelas, como noticias y programas "detrás de escenas". En años posteriores, Soapnet aumentó su enfoque en las repeticiones adquiridas de series de drama.
Debido en parte a un declive general del género de las telenovelas en su conjunto, y a la creciente adopción de otros métodos como las grabadoras de video digital, los servicios video bajo demanda y otras opciones de transmisión de video que hacían que sus bises de horario estelar se volvieran cada vez más innecesarios en una cadena lineal tradicional, Disney anunció en 2010 que Soapnet sería reemplazada por la nueva cadena orientada a preescolares Disney Junior, que se lanzó el 23 de marzo de 2012. Si bien algunos proveedores de televisión eliminaron Soapnet con el lanzamiento de Disney Junior, el canal continuó operando con algunos proveedores hasta que finalmente dejó de operar el 31 de diciembre de 2013.

## Historia

### Primeros años (2000-2002)
Cuando Soapnet inició sus transmisiones el 20 de enero de 2000, el canal transmitía solo las telenovelas actuales de la ABC por la noche y temprano en la mañana, para que las personas que estuviesen en el trabajo o en la escuela durante el día pudieran verlas a su conveniencia. La programación fue inclusiva, ya que el canal era propiedad de ABC. Eventualmente, Soapnet ganó una gran cobertura a través de los proveedores de televisión por cable debido a la agresiva política de Disney de sacar de su parilla las transmisoras propiedad de ABC y de ESPN de los proveedores si estos no aceptaban transmitir también Soapnet. Esta fue la razón principal por la que la estación WABC-TV, de propiedad y operada por ABC, fue retirada del sistema de la ciudad de Nueva York de Time Warner Cable durante dos días en mayo de 2000.
Cuando se anunció Soapnet, Sony Pictures Entertainment también planeó lanzar un canal de cable y un sitio web de la competencia llamado SoapCity, que transmitiría todas las telenovelas de CBS y la telenovela propiedad y producida por Sony, Days of Our Lives, que era emitida por la NBC. Los planes para el canal de cable SoapCity se descartaron a principios de 2000, después de que Sony no pudo asegurar la cobertura por cable, aunque el sitio web permaneció.
La programación inaugural de Soapnet transmitía telenovelas actuales como All My Children, One Life to Live, General Hospital y Port Charles, junto con telenovelas diurnas y nocturnas canceladas como Falcon Crest, Knots Landing, The Colbys, Hotel, Sisters y Ryan's Hope. 
A medida que pasaron los años, Soapnet introdujo programación original como Soap Center y Soap Talk, la última de estas fue nominada a varios premios Daytime Emmy. Soap Center, que debutó en el programación del día de lanzamiento de Soapnet, fue presentado inicialmente por las exestrellas de telenovelas Brooke Alexander y David Forsyth. Fueron reemplazados al año siguiente por Peggy Bunker discutiendo novelas grabados en la costa este y Tanika Ray los de la costa oeste. En 2003, Bunker fue despedido; poco después, el programa dejó de filmar material original.
Otras series originales incluyeron 1 Day With, un programa de media hora con entrevistas a actores de telenovelas, presentado por el actor del Hospital General Hospital Wally Kurth; I Wanna Be a Soap Star, una serie de telerrealidad recurrente en la que doce jóvenes actores compiten por un papel de contrato en una telenovela diurna; y Soapography, un programa de 30 minutos que describe la vida y los espectáculos actuales de dos actores de telenovelas diferentes.

### Expansión (2002-2010)
En 2002, Soapnet comenzó a transmitir reposiciones de Dynasty y, para 2003, el canal agregó programación muy solicitada, como reposiciones de Another World y Dallas; reemplazando a Falcon Crest, The Colbys, Hotel y Sisters. En 2004, Soapnet adquirió los derechos para transmitir episodios de Days of Our Lives el mismo día. El canal también transmitió los episodios de 1975 a 1981 de Ryan's Hope, que no se habían visto en televisión desde su cancelación en 1989 por ABC. En ese momento, muchos espectadores que no tenían Soapnet al principio solicitaron que el canal transmitiera el programa desde el principio. En 2003, el canal emitió los primeros episodios a partir del Día de San Patricio.
En 2004, Soapnet adquirió reposiciones de la novela de corta duración de los años 1980 Paper Dolls. En enero de 2005, el canal comenzó a transmitir reposiciones de los dramas de Fox Beverly Hills, 90210 y Melrose Place; esto fue seguido esa primavera con la adición de repeticiones de los jabones nocturnos de corta duración The Monroes y Skin. En julio de 2005, recogió la telenovela de horario estelar de Fox Pasadena, incluyendo nueve episodios que no se emitieron durante la ejecución inicial del programa. El 16 de marzo de 2006, Soapnet anunció que había adquirido los derechos para transmitir episodios del mismo día de The Young and the Restless, que comenzó a transmitirse en Soapnet el 24 de abril de 2006, lo que la convirtió en la primera telenovela de la cadena CBS en transmitirse en el canal.
Dado que el canal era una subsidiaria de The Walt Disney Company, también transmitía eventos del evento anual de la ABC Super Soap Weekend, que se realizaba cada noviembre en Walt Disney World Resort, y cada verano en Disney California Adventure Park hasta que el evento se suspendió en 2010. Los anfitriones de Soap Talk, Lisa Rinna y Ty Treadway, sirvieron como anfitriones de las sesiones de preguntas y respuestas en los eventos, lo que permitió a los fanáticos hacer preguntas a sus estrellas de telenovelas favoritas.
Algunos televidentes se quejaron de lo que vieron como un exceso de programación en horario de máxima audiencia en el canal, algunos de los cuales (90210 y Melrose Place) habían terminado sus transmisiones originales solo unos años antes y se habían repetido vía sindicación en otras cadenas. Estos fanáticos también objetaron la gran cantidad de nuevos episodios de la programación de ABC y Days of our Lives, y repetidamente solicitaron retransmisiones de viejas telenovelas como Loving, The Edge of Night, Santa Barbara y Search for Tomorrow.
El 7 de febrero de 2007, Soapnet adquirió los derechos para emitir reposiciones de The OC y One Tree Hill. El nuevo acuerdo de distribución también le dio a Soapnet la opción de ordenar que una quinta temporada de One Tree Hill se emitiera en el canal, en el caso de que The CW decidiera no renovar el programa(esta opción nunca se realizó ya que las primeras emisiones de los episodios de One Tree Hill permanecieron en The CW hasta que la serie terminó en 2012).
En noviembre de 2007, Deborah Blackwell renunció como gerente general del canal y el entonces presidente de ABC Daytime, Brian Frons, asumió sus funciones. En agosto de 2008, se reveló que Soapnet había perdido los derechos de transmisión tanto de Dallas como de Melrose Place; ambos programas abandonaron el programa ese septiembre.
En 2009, el canal comenzó a expandir aún más su programación adquirida; y comenzó a transmitir Greg Behrendt's Wake Up Call, un programa que originalmente se emitió en ABC durante la temporada 2006-07. Después de transmitir la serie MVP de la cadena canadiense CBC Television (que fue cancelada por esta última debido a los bajos índices de audiencia) en 2008, Soapnet también adquirió los derechos para la transmisión estadounidense del drama canadiense Being Erica (que empezó en enero de ese año en CBC) a partir de febrero de 2009. Según Nielsen Media Research, Soapnet estaba disponible para 75 259 000 suscriptores de cable y satélite en diciembre de 2010, un aumento de cuatro millones de suscriptores desde mayo de 2009.

### Decadencia y transición a Disney Junior (2010-2013)
Debido a la disminución de la audiencia en el género, las tres principales cadenas de televisión de Estados Unidos habían comenzado a cancelar algunas telenovelas y reemplazarlas con programas de entrevistas y de juegos menos costosos, incluidos All My Children y One Life to Live de ABC (un intento de licenciar las dos series a Prospect Park para continuarlos como serie de televisión por Internet en 2013 se suspendió después de unos meses debido a conflictos de producción y licencia), que fueron reemplazados por el programa de cocina The Chew (que se emitió hasta junio de 2018) y el programa de entrevistas de estilo de vida The Revolution (el cual fue cancelado en abril de 2012 por baja audiencia; su franja horaria fue asumida por Hospital General y la hora restante devuelta a las filiales de ABC). El número decreciente de telenovelas activas, así como la creciente adopción de grabadoras de video digital (lo que hizo más conveniente grabar múltiples telenovelas), junto con las opciones de video a pedido por cable e Internet que almacenam episodios en línea en cuestión de horas, anularon la mayor necesidad de un canal lineal exclusivamente dedicado al género.
La directora de Disney-ABC Television Group, Anne Sweeney, solicitó algunas ideas para una nueva cadena para reemplazar a Soapnet. La división de ABC Daytime presentó dos conceptos para una red enfocada en mujeres, incluyendo "Carrie" (llamada así por Carrie Bradshaw de Sex and the City), presentado como un canal "moderno y genial", y "Disney Moms", que se centraría en "[programas] que las mamás querrían ver y sus familias verían con ellas". Compitieron con una propuesta de Disney Channels Worldwide para una cadena exclusivamente dedicada a la programación preescolar. Para consternación del personal de ABC Daytime, Sweeney elegiría la propuesta de Disney Channel.
El 26 de mayo de 2010 se anunció oficialmente a Disney Junior como la nueva marca preescolar de Disney Channels Worldwide, la cual reemplazaría a Playhouse Disney. Disney Junior se lanzaría como un bloque en Disney Channel el 14 de febrero de 2011 y se lanzaría también un canal de cable de 24 horas en enero de 2012, reemplazando a Soapnet.El 28 de julio de 2011, debido a problemas para llegar a acuerdos de disponibilidad de la nueva señal, el lanzamiento del canal Disney Junior se retrasó hasta una fecha no especificada a principios de 2012. La fecha de lanzamiento se fijó más tarde para el 23 de marzo de 2012. Disney también declaró que en algunos proveedores, Disney Junior estaría al mismo tiempo con Soapnet hasta que esta última finalmente sea eliminada.Los Angeles Times informó que algunos proveedores de televisión habían dudado en retirar Soapnet de inmediato, ya que "no querían arriesgarse a que legiones de fanáticos vocales de las telenovelas se enfadaran o, peor aún, se mudaran a un servicio rival".
El 1 de marzo de 2012, ABC Family se hizo cargo de las operaciones de Soapnet luego del desmantelamiento de la estructura corporativa de ABC Daytime bajo Brian Frons, quien había renunciado en diciembre de 2011.
Algunos proveedores de televisión, incluidos algunos sistemas Xfinity, reemplazaron inmediatamente Soapnet con Disney Junior en la misma señal en el lanzamiento. Soapnet continuó siendo transportado por proveedores que aún no habían hecho los acuerdos para Disney Junior (como Dish Network), así como para ciertos proveedores que mantuvieron Soapnet como parte de sus listas de canales, al tiempo que agregaron Disney Junior como un canal adicional (como Cablevisión, DirecTV, Verizon FiOS, RCN y Time Warner Cable). Se mantuvieron las retransmisiones del mismo día de General Hospital, Days of our Lives y The Young and the Restless, y se agregaron al programa repeticiones de la programación de ABC Family y reposiciones de Veronica Mars.Los derechos de Veronica Mars se transfirieron a Pivot cuando se lanzó esa red en agosto de 2013.
Un bloque de 1 hora y dos semanas de Live Well Network se transmitió en Soapnet entre semana de 11 p. m. a 12 a. m. (ET/PT) a partir del 30 de julio de 2012 hasta el viernes 10 de agosto de 2012.
El 15 de enero de 2013, AT&T U-verse llegó a un nuevo acuerdo de transmisión multianual de gran alcance con Disney para sus diversos canales de transmisión y cable, que incluía la incorporación de Disney Junior. En abril de 2013, Soapnet perdió los derechos de las transmisiones del mismo día de The Young and the Restless a TVGN ( CBS Corporation, propietaria de la emisora CBS que originó el programa, había adquirido una participación del 50% en el mes anterior), a partir del 1 de julio. TVGN finalmente tomó la transmisión de The Bold and the Beautiful después de que terminó Soapnet, una telenovela que nunca fue transmitida por la señal, y ambas ahora se transmiten en alta definición en la señal simultánea en HD de Pop, junto con, finalmente, Days of Our Lives.
En noviembre de 2013, Disney anunció que Soapnet dejaría de transmitir en su totalidad el 31 de diciembre de 2013, después de 13 años al aire. La interrupción inminente de la señal había sido informada previamente por varios proveedores de cable, como AT&amp;T U-verse, Comcast, Charter y Cox, entre otros. Soapnet se apagó silenciosamente poco antes de la medianoche ET del 1 de enero de 2014, sin aviso de cierre.

## Programación
- All My Children (2000-2013)
- Beverly Hills, 90210 (2005-2013)
- Brothers & Sisters (2011-2013)
- Days of Our Lives (2004-2013)
- General Hospital (2000-2013)
- Gilmore Girls (2009-2013)
- Lifestories: Families in Crisis (2008-2013)
- One Life to Live (2000-2013)
- One Tree Hill (2007-2013)
- Veronica Mars (2012-2013)
- The Young and the Restless (2006-2013)
- 1 Day With... (2004-2005)
- Another World (2003-2007)
- Being Erica (2009-2012)
- The Colbys (2000-2003)
- Dallas (2003-2008)
- Dynasty (2002-2006)
- Falcon Beach (2006-2007)
- Falcon Crest (2000-2003)
- The Fashionista Diaries (2007)
- General Hospital: Night Shift (2007-2008)
- Greg Behrendt's Wake Up Call (2009)
- Holidate (2009)
- Hotel (2000-2003)
- I Wanna Be a Soap Star (2004-2007)
- Knots Landing (2000-2006)
- Melrose Place (2004-2008)
- The Monroes (2004)
- MVP (2008)
- The O.C. (2007-2012)
- Paper Dolls (2005)
- Pasadena (2005)
- Port Charles (2000-2009)
- Relative Madness (2008)
- Ryan's Hope (2000-2011)
- Sisters (2000-2003)
- Skin (2005)
- Soap Center (2000-2004)
- Soap Talk (2002-2006)
- Soapography (2004-2011)
- Southern Belles: Louisville (2009)
- They Started on Soaps (2003-2006)

### Películas
A fines de 2008, Soapnet firmó un acuerdo de distribución con Sony Pictures Television para transmitir un paquete de películas recientes de la biblioteca del estudio y algunos contenidos de archivo los fines de semana por la noche, junto con varias películas de 20th Century Fox, además de algunos telefilmes de archivo dirigidos al público objetivo en ABC y ABC Family. Soapnet dejó de transmitir películas el 30 de abril de 2011 cuando las operaciones de la cadena comenzaron a disminuir, y gran parte de su biblioteca de películas migró a Lifetime Movie Network (que es propiedad en parte de Disney a través de A+E Networks).